# Kurt Rey
Kurt Rey (10 de dezembro de 1923) é um ex-futebolista suíço que atuava como defensor.

## Carreira
Kurt Rey fez parte do elenco da Seleção Suíça de Futebol, na Copa do Mundo de 1950 no Brasil.